# Onfim

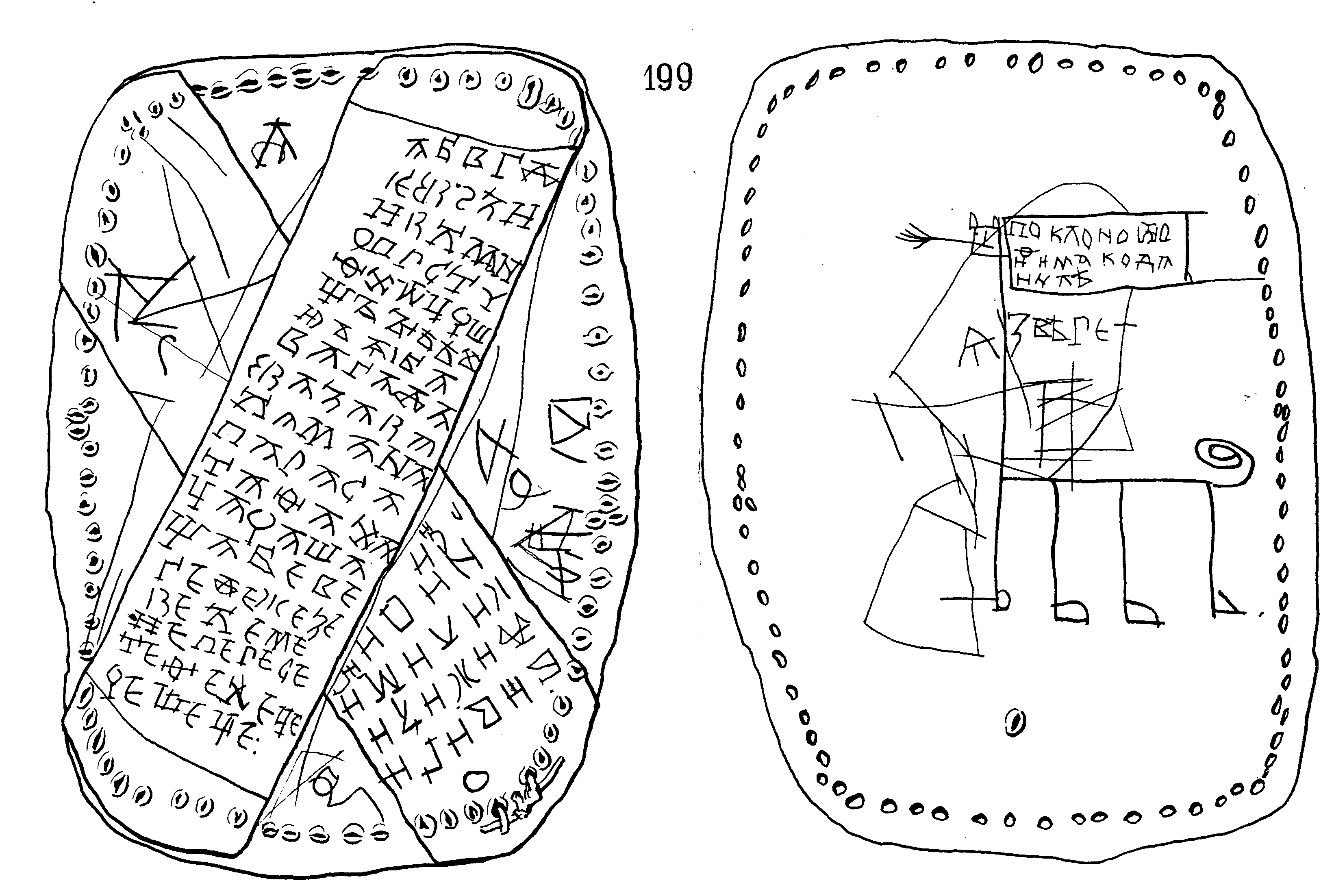
Tareas escolares de Onfim y "Soy una bestia salvaje", c. 1260. (Item 199)

Onfim (en el dialecto antiguo de Nóvgorod: Онѳиме, Onthime; también, Antemio de Nóvgorod) fue un niño que vivió en Veliki Nóvgorod (territorio de la actual Rusia) en el siglo XIII. Dejó sus notas y tareas escolares rayados en corteza de abedul (beresta), las cuales fueron preservadas en el suelo arcilloso de la zona. Onfim, quien tenía 6 o 7 años en ese momento, escribió en el dialecto antiguo de Nóvgorod letras y sílabas, pero además dibujó "escenas de batallas y dibujos de él y su maestro".

## Contexto
Novgorod, ahora conocido como Veliki Nóvgorod, es un importante centro administrativo del Óblast de Nóvgorod, en la actual Rusia. A unos 200 kilómetros (120 millas) al sur de San Petersburgo, la ciudad está rodeada de bosques de abedules, cuya corteza fue utilizada por los lugareños para escribir durante siglos por ser blanda y fácil de rayar. Desde 1951, más de 1100 piezas de abedules fueron encontradas y se desentierran más cada verano. El término beresty, que denota estos manuscriptos, es la forma plural de beresta ("abedul") y el estudio de los beresties se llama berestologija. La gran cantidad de beresty es un indicador del alto grado de alfabetismo en la población, así como también lo es el gran número de estiletes encontrados.

## Escritos de Onfim
Onfim dejó diecisiete items de corteza de abedul. Doce de ellos tienen ilustraciones y cinco solo texto. Uno de los dibujos presenta a un caballero en un caballo, apuñalando a alguien en el suelo con una lanza; los estudiosos especulan que Onfim se imaginó a sí mismo como el caballero. Los escritos son claramente tareas escolares: Onfim practicaba la escritura del alfabeto, repetía sílabas y escribía salmos, textos que, presumiblemente, le eran familiares. Sus escritos incluyen frases como "Señor, ayuda a tu siervo Onfim" y fragmentos de los salmos 6:2 al 27:3. De hecho, la mayor parte de los escritos de Onfim consisten en citas del Libro de los salmos.
Las ilustraciones de Onfim incluyen dibujos de caballeros, caballos, flechas y enemigos asesinados. Una imagen llamativa, "un retrato de él mismo disfrazado de un animal fantástico", se encuentra en el item 199 (en la imagen de arriba; fue originalmente el fondo de una canasta hecha de abedul). Este item contiene una imagen de una bestia con un gran cuello, orejas puntiagudas y una cola rizada. La bestia o bien tiene flechas con plumas en la boca o está escupiendo fuego; uno de los textos acompañantes (debajo del cuadro) dice "Soy una bestia salvaje" (el texto en el cuadro dice "Saludos de Onfim a Danilo"). La filas de 5 letras del otro lado del item es un ejercicio con el alfabeto. En el item 205 (que no está en este artículo), Onfim escribe en alfabeto cirílico y agrega "On[f]", por su nombre, en la mitad; debajo de ese alfabeto está lo que algunos investigadores ven como un bote con remos.
El item 206 contiene ejercicios con el alfabeto y "retratos del pequeño Onfim y sus amigos".
Se estima que los escritos de Onfim datan de entre el año 1234 al 1268 d. C.

## Galería

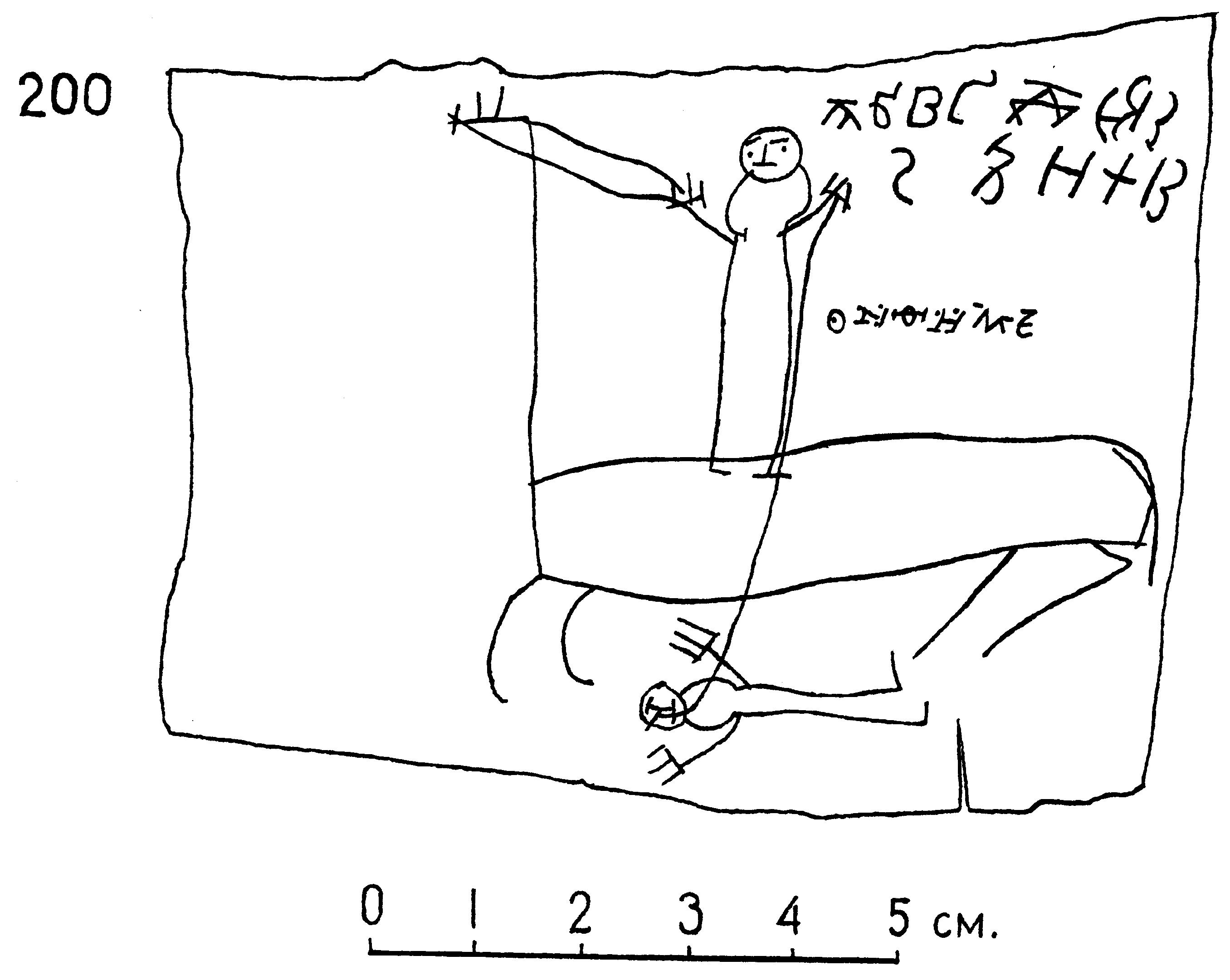
200: Jinete, con el nombre "Onfim" a su derecha, y debajo del alfabeto A - K
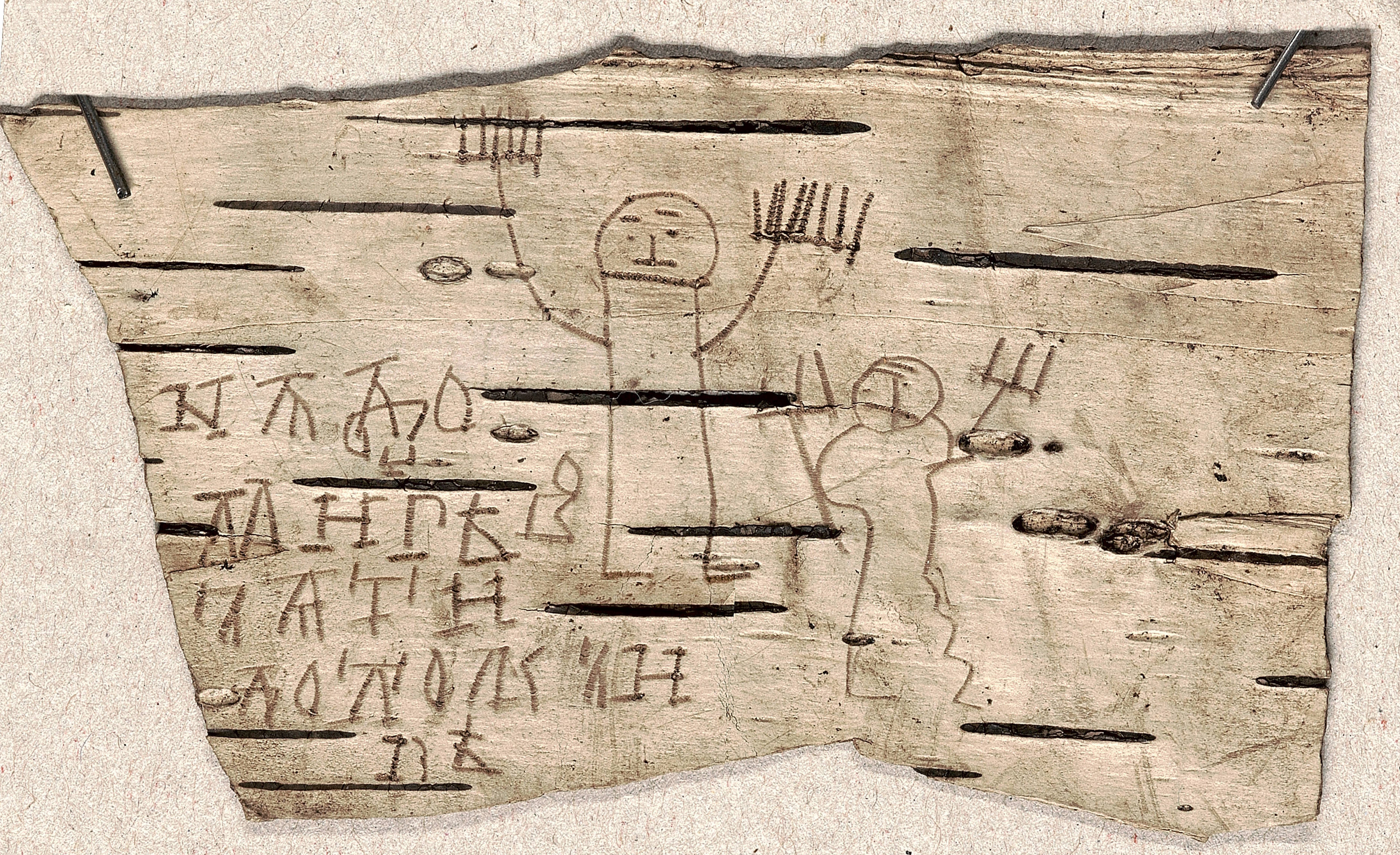
Carta de abedul Nro. 202: Lecciones de ortografía y dibujos
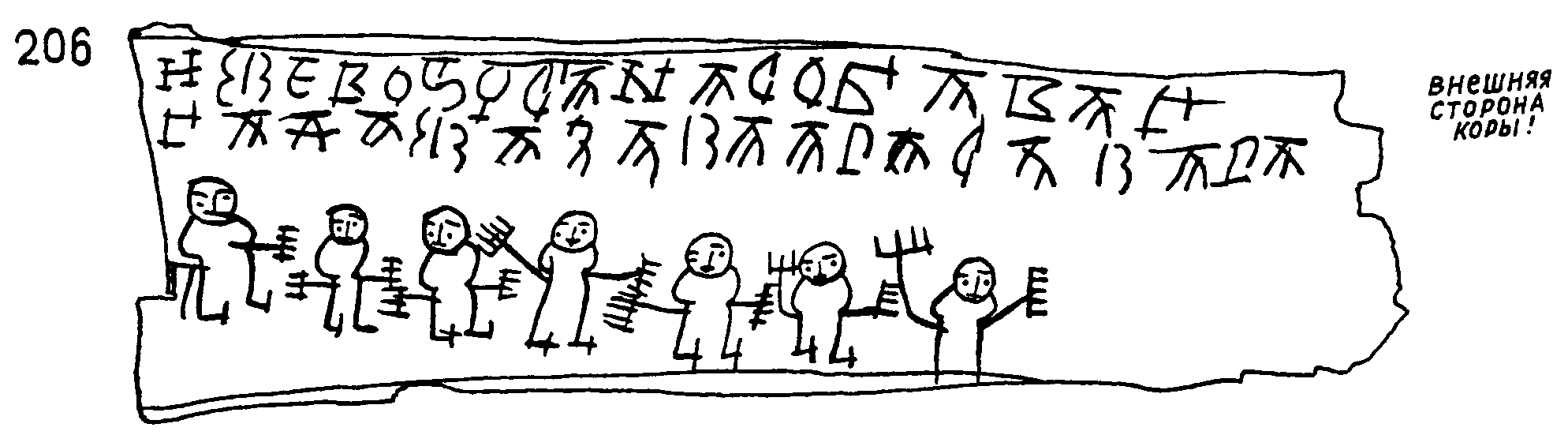
206: "Ahora, a la sexta hora" (mediodía), una serie de sílabas y retratos
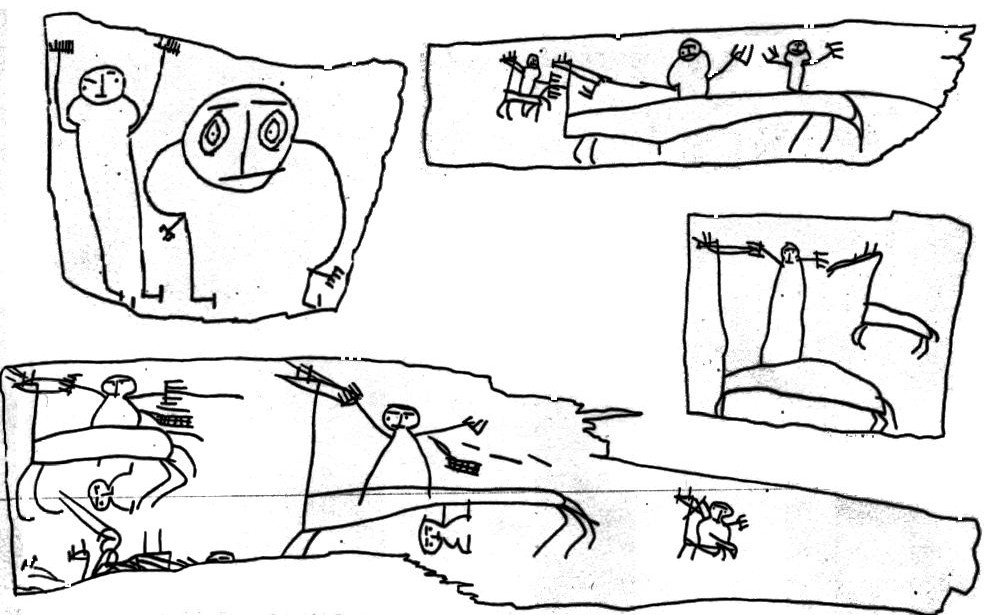
Dibujos varios